# Жентонг
Жентонг, або Махамадг'яміка (тиб. གཞན་སྟོངགཞན་སྟོང Вайлі: gzhan stong) — погляд, що показує те, як абсолютна природа реальності вільна або ж порожня від чого-небудь «іншого», крім своєї власної природи.

## Тлумачення
Існують два різновиди жентонг: одна представлена в філософії Долпопи Шераб Г'ялцен і Джецюна Таранатхі, інша — в філософії
Третього Кармапи Рангджунг Дордже, Джамгон Конгтрула (школа Карма Каг'ю), Міпам Рінпоче (школа Ньїнґма). В жентонг Каг'ю та Ньїнґма абсолютний рівень представлений «свабгавою» («самобутній», санскр.), 18-ма видами «порожнечі від самобуття», в поєднанні з «парабгавою» — «порожнім від іншого» початковим усвідомленням. Долпопа Шераб Г'ялцен і Джецюн Таранатхі — на відміну від Третього Кармапи, Джамгон Конгтрула і Міпам Рінпоче — заперечували порожнечу від самобутності на абсолютному рівні. Це принципова відмінність, з приводу якого Міпам Рінпоче в трактаті «Левиний рик затвердження жентонг» висловлювався так: «можна (помилково) припустити, що слова умовного постулату — „абсолютне не порожнє само по собі“ — заперечують його порожнистість і підтримують неспроможний погляд (…) що абсолютна є відокремленим, постійним і незмінним. Але, в такому разі, немає навіть часткового розуміння цієї великої філософської системи.»
Далай Лама XIV (в книзі «Далай Лама про Дзогчен»), посилаючись на авторитетного Ламу школи
Ньїнґма, згадує про
жентонг: «Багато тибетських майстрів минулого відкидали цей погляд, але
Ділго Хьенце Рінпоче стверджує, що існує два різновиди жентонг, одна з яких достовірна, а інша ні.» 
Жентонг Долпопі Шераб Г'ялцен і Джецюна Таранатхі розглядає відносну реальність як порожню від властивого їй власного існування. Це порожнеча від самосутнісного існування або «рантонг» розглядається виключно як природа відносної реальності, тоді як абсолютна реальність розуміється як порожня від усього, крім себе самої, згідно Долпопі Шераб Г'ялцену. Отже, тимчасовий відчуваємий нами досвід залишається позбавленим якоїсь вродженої природи, тоді як безмежна, ясна Будда-природа, притаманна всім живим істотам, залишається незмінною і постійною. Долпопа заперечував пустоту абсолютного від самобуття: «Великі Колісничі, які започаткували Традиції. Вони безпомилкові і володіють усіма найвищими чеснотами. В їх традиції не все є порожнім від себе. Чітко відокремивши те, що порожньо собою, від того, що порожньо іншим, вони говорили лише, що все, що є поверхневою реальністю, порожньо від себе, а то, що є абсолютним, то порожньо від іншого.»
Третій Кармапа Рангджунг Дордже, на відміну від Долпопи з Таранатхі, розглядає 18 видів «порожнечі від самобуття» (список видів порожнечі з Махапраджняпараміта-Сутри) як абсолютне, поряд з «порожнім від іншого» початковим усвідомленням. Третій Кармапа першим сформулював ідею поєднання двох типів порожнечі на абсолютному рівні: «Абсолютне ж — це пустотність власної природи, яка пояснюється як вісімнадцять таких пустотностей як пустотність внутрішнього і т. д., тоді як справжнє виражається як самовиникаюче початкове усвідомлення без подвійності сприйманого і сприймаючого, також існуюче як абсолютне.»
Порожнеча від самобуття на абсолютному рівні, слідом за Третім Кармапою, постулюється Джамгон Конгтрулом в його коментарях. Підкріплюючи цю точку зору, Джамгон Конгтрул, так само, посилається на трактат Ар'ядеви «Повне зібрання суті початкового усвідомлення» (Джнянагарбхасамуччая) і на «Тантру зводу ваджрного початкового усвідомлення»
(ye shes rdo rje kun las btus pa'i rgyud).
Міпам Рінпоче в Трактаті «Сутність роз'яснення сугатагарбхі» вчить поєднанню двох типів порожнечі на абсолютному рівні в жентонг Ньїнґма:
«Сугата прояснює сутність сугатагарбхі через вчення про пустотності, і він прояснює природу сугатагарбхі через вчення про таких досконалих якостях, як сили і т. д., як споконвічно притаманних їй. Ці двоє (тобто сутність і природа) повинні бути несуперечливо об'єднані. Однак, не досягаючи впевненості в глибокому ключовому моменті неподільності двох істин, деякі розглядають сугатагарбху як щось постійне і непорожнє від своєї сутності, тоді як інші, чіпляючись за одну лише пустотність, не можуть обґрунтувати початкове володіння нероздільними якостями початкового усвідомлення і займають крайню позицію нігілістичного погляду.»

## Витоки і розвиток погляду Жентонг
Послідовники погляду Жентонг вважають, що воно було пояснено в останніх двох роботах Майтреї-Асанги: Уттаратантрі
(Вайлі: theg pa chen po rgyud bla ma'i bsten chos) і Дхармадхарматавібхаге (Вайлі: chos dang chos nyid rnam par ‘byed pa).
Вважається, що принцип Жентонг пов'язано з практикою Калачакратантри. Погляд Жентонг як самостійний філософський напрямок, в двох розрізнених (з питання абсолютності порожнечі від самобуття) версіях, оформилося в Тибеті і було систематизовано Долпопой і
Третім Кармапою Рангджунг Дордже. В школі Каг'ю, жентонг вивчається по трактатам Третього Кармапи та його коментатора Джамгон Конгтрула. В школі Ньїнґма, жентонг вивчається по трактатам Міпам Рінпоче.

## Особливості погляду Жентонг
Вважається, що існує три Великі системи навчання, які були даровані Буддою, це:
1. Велика досконалість, або Дзогчен (Махааті)
2. Велика печатка, або Махамудра
3. Махамадг'яміка, або Жентонг.

Велика мадг'яміка або Великий Серединний Шлях — це погляд
Джонанг, який відрізняється від Загальної Мадг'яміки, відомої як «Рантонг мадг'яміка».
Джецун Таранатха в заголовку до «Встановлення Двох Систем» писав:
«Відповідно, ті хто дотримується думки рантонг, вважають, що перший поворот Колеса Вчення Будди, яке вчить Чотирьом Шляхетним істинам, є попередніми в значенні, другий поворот Колеса Дхарми, яке вчить відсутності характеристик, є абсолютно остаточним в значенні, а останній, в досконало бездоганний, поворот Колеса Дхарми є побічно остаточним в значенні. Ті ж, хто підтримують Жентонг, приймають перший поворот Колеса Дхарми як попередній, другий поворот Колеса Дхарми як роз'яснюче непряме остаточне значення, а останній поворот Колеса Дхарми як показуючий абсолютній остаточний сенс».
В жентонг Ньїнґма два варіанти опозиції відносне / абсолютне (прояви / порожнеча і омана / мудрість) поєднуються.
Міпам Рінпоче в трактаті «Левиний рик затвердження жентонг» писав:
«Сенс Великої мадг'яміки — це єдність прояви і пустотності. Це, не оманливе для вищого бачення, є абсолютна істина. Подвійні і оманливі прояви — це відносне.»
В жентонг Ньїнґма мадг'яміка-прасангіка Чандракірті вважається необхідною, але недостатньою для опису абсолютного рівня. Критикується не пустота від самобуття на абсолютному рівні — а гола порожнеча від самобуття, яка не залишає місця для позитивних описів ясного світла і стану Будди. (Гола порожнеча від самобуття і гола порожнеча від іншого відкидаються Лонгченпоєю в йоо формулі «порожнеча від обох».) Початкове усвідомлення, згідно
Лонгченпі, порожнє від самобуття:
«(Дзогпа Ченпо), спираючись на спочатку чисту і оголену корінну усвідомленість, яка позбавлена самобуття і ніколи не припиняється, розуміє її (корінну усвідомленість) і всі феномени, що відбуваються з неї, як вільні від крайнощів, подібно до простору».

В Ньїнґма виступають проти поділу «двох істин», вважаючи, що такий поділ відноситься до стану виходу з споглядання, в той час коли в спогляданні «дві істини» об'єднуються. Справедливість погляду прасангікі (зовнішньої, або грубої мадг'ьяміки) в такому об'єднанні «двох істин» зберігається, але його недостатньо — жентонг, або внутрішня, велика мадг'ьяміка, доповнює його описами початкового усвідомлення. Дуджом Рінпоче про це об'єднання прасангікі з описом ясного світла писав:
«Але [в стані] після медитації їх розрізняють між першим [аспектом зовнішньої мадг'яміки], яка розділяє дві істини, відносячи пустотність до абсолютного, а прояви до відносного, а також другим [аспектом внутрішньої Великої мадг'яміки], яка визначає дві істини як відповідність і невідповідність способу перебування і способу проявів. Проте, оскільки [істинність] другого не може бути встановлена, поки не встановлено перше, то спочатку, відповідно до задуму прасангіки згідно „Зборам міркувань мадг'яміки“, встановлюється не розділима на категорії остаточна і абсолютна істина, яка знаходиться в сфері нероздільного і вищого Первинного усвідомлення, де всі явища не народжуються, не припиняються, спочатку перебувають у спокої і за своєю природою є нірваною.»

## Полеміка— Мадг'яміка Велика і Мала
Полеміка з приводу граничної природи розуму (і реальності) не вщухала протягом століть: прихильники Рантонг могли вагомо і справедливо приводити в якості аргумента  анатман, ставлячи прихильникам філософії Долпопи і Таранатхи оману «етерналізм». Але нарівні з етерналізмом буддизм заперечує і нігілізм, — і саме цим аргументом озброюються шентонгпа, вимагаючи будь-якої підстави під апофатичними міркуваннями мадг'яміки. Шентонгпа вважають свою позицію лише доповнюючим метод мадг'яміки: остання, нічого не постулюючи, використовується лише в якості досконалого інструменту для «відсікання» будь-яких помилок щодо невимовної природи істини. Істина ж виявляє себе такою лише в реалізації істотою властивого йому Зерна Будди.
Міпам Рінпоче в трактаті «Сутність роз'яснення сугатагарбхі» пише про це:
«Сугата прояснює сутність сугатагарбхі через вчення про пустотності, і він прояснює природу сугатагарбхі через вчення про таких досконалих якостях, як сили і т. д., як споконвічно притаманних їй. Ці двоє (тобто сутність і природа) повинні бути несуперечливо об'єднані. Однак, не досягаючи впевненості в глибокому ключовому моменті неподільності двох істин, деякі розглядають сугатагарбху як щось постійне і непорожнє від своєї сутності, тоді як інші, чіпляючись за одну лише пустотність, не можуть обґрунтувати початкове володіння нероздільними якостями початкового усвідомлення і займають крайню позицію нігілістичного погляду.»
Ця полеміка (історично, дуже глибока і багата наслідками) породила також часто спірний поділ мадг'яміки на Велику і Малу (або
Йогачара-Мадг'яміку — щодо позиції Шентонг).